# Dolmen mit Seitenkammern

Schema Mané Keriaval (Bretagne) Orange = Gang; Gelb = Kammer; Grau = Steine; Grün = Rasen; Schwarz/fett = vorhandene Decksteine; --- = ergänzte Kontur

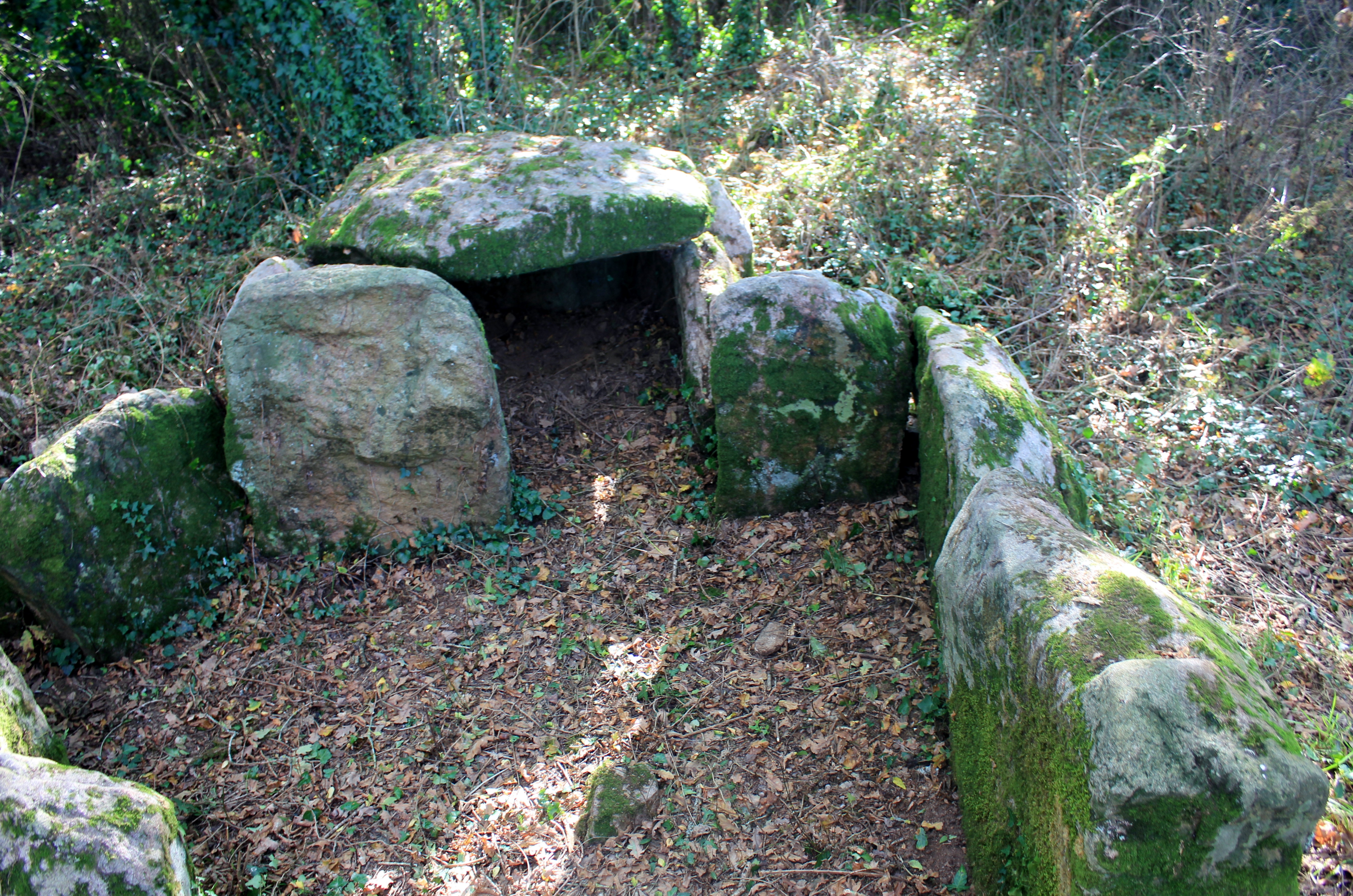
Dolmen (à cabinets latéraux) von Locqueltas

Die Dolmen mit Seitenkammern (französisch Dolmen à cabinets latéraux oder Dolmen transepté, regional auch Pierres pouquelées oder Croix de lorraine dolmen genannt) sind eine Form megalithischer Anlagen, die in Frankreich, besonders in der Bretagne und auf den Britischen Inseln, dort besonders in Irland anzutreffen ist. Sie sind nicht zu verwechseln mit Nebenkammern in Ganggräbern der TBK in Dänemark.

## Frankreich
Dolmen ist in Frankreich der Oberbegriff für neolithische Megalithanlagen aller Art (siehe: Französische Nomenklatur). Für Frankreich sind die Varianten "mit" (Mané Keriaval, Kluder-Yer), bzw. "ohne Kopfnische" (Mané Groh, Locqueltas) alle im Morbihan) oder der Dolmen de la Joselière bei Pornic, mit schräg angesetzter Kopfnische; die Allée couverte von Lobo und Rondossec mit einseitiger Nebenkammer, kennzeichnend. Ein Dolmen mit schmalem Gang und stark erweitertem kreuzförmigem Kammerbereich, mit verkürzter Kopfnische ist Mané Bras. Nach Pierre-Roland Giot (1919–2002) sind die französischen Anlagen mit langem Gang und beidseitigen (in der Regel je zwei) Seitenkammern die zweite Generation von Dolmen, die sich aus den Galerien mit einer einzigen (undifferenzierten) runden oder eckigen Kammer (beide Formen in Barnenez, eckig in Gavrinis und Kercado) und aus den Galerien mit tropezoider Kammer (Megalithanlagen von Liscuis, Mané Rutual) entwickelten. Es gibt auch Anlagen (Allée couverte von Lobo) mit nur einer Seitenkammer. Teilweise sind die Kammern vom Gangbereich durch Schwellensteine separiert (Larcuste). Der einzige kreuzförmige Dolmen mit Seitenkammern (franz. Dolmen transepté (en forme de croix) ist der Dolmen de la Planche à Puare auf der Île d’Yeu im Département Vendée. Die Dolmen lagen einst unter Erd- oder Steinhügeln.

## Britische Inseln
Die britisch-irischen Anlagen (wo kreuzförmige Kammern eine Unterform der Passage Tombs bilden) verfügen stets über eine Kopfnische (Loughcrew, West Kennet Long Barrow).

### Irland
Loughcrew bildet den größten Komplex von Dolmen mit Seitenkammern in Irland. Sie liegen in Gruppen im Nordwesten des County Meath auf drei Kuppen des Höhenzuges Slieve na Calliagh. Einige Megalithen tragen Gravierungen. Dabei sind die Seitenkammern, anders als bei den offenen Segmentierungen der Stalled Cairns in Schottland vom Gangbereich durch Schwellensteine völlig separiert. Sie liegen teilweise noch unter weißen Cairns aus Kalkstein, viele, besonders die kleineren, sind jedoch ihrer Cairns beraubt worden.

### Großbritannien
Passage Tombs unter Langhügeln werden in Großbritannien als Cotswold Severn Tombs bezeichnet, sind aber insgesamt selten. Das größte dieser Anlagen ist das Langbett von West Kennet Long Barrow bei Avebury. Weitere Beispiele sind Stoney Littleton in Somerset oder La Hougue Bie auf den Kanalinseln.